# Felip II, marquès de Namur
Felip II (1195–1226), anomenat à la lèvre, va ser el marquès de Namur des del 1216 fins a la seva mort. Era el fill gran de Pere II de Courtenay i de Violant de Flandes. A la mort del seu oncle matern Felip el Noble el 1212, la seva mare va governar temporalment Namur i va passar el comtat a Felip el 1216.

## Biografia
El seu pare va ser escollit com a emperador llatí de Constantinoble el 1216 i va ser capturat i empresonat el 1217. La seva mare va morir el 1219. Tanmateix Felip es va negar a governar l'imperi quan se li va oferir. L'imperi de Constantinoble va anar al seu germà Robert.
Felip va haver de lluitar contra els descendents d'Enric IV de Luxemburg (Enric I de Namur) que no havien renunciat a les seves pretensions sobre Namur. Va lluitar contra Walerà III de Limburg, marit d'Ermesinda de Luxemburg, amb qui va signar la pau el març de 1223 a Dinant mitjançant l'arquebisbe de Colònia.
El 1226, va participar en la croada albigesa de Lluís VIII de França i en el setge d'Avinyó. Les dures condicions del setge van probocar una epidèmia de la que Felip se'n va encomanar. Va morir prop de Sant Flor a l'Alvèrnia i va ser enterrat a l'abadia de Vaucelles, prop de Cambrai.
No estava casat i el marquesat va anar al seu germà Enric.